# Tűzzel, vassal (album)
A Tűzzel, vassal a Kárpátia Zenekar 2004-es rock-albuma.

## Számok listája
1. Szárnyaszegett (3:30)
2. Veterán (4:16)
3. Csárdás (3:01)
4. Egy az Isten, egy a Nemzet (4:01)
5. Szeretlek (4:14)
6. Rozsdaette penge (3:22)
7. Sok a horgász, kevés a hal (2:52)
8. Szép vagy, gyönyörű vagy, Magyarország (3:21)
9. Nem engedünk '48-ból (2:38)
10. Altató (2:50)
11. Menetel a század (3:42)
12. Délvidéki szél (3:05)
13. Nem eladó (4:52)

## Közreműködők
- Petrás János – basszusgitár, ének
- Csiszér Levente – gitár
- Bankó Attila – dob
- Bíró Tamás – gitár
- Galántai Gábor – billentyű
- László Mónika – furulya, ének
- Szabó Judit – ének
- Nagy Tamás – hegedű
- Sziva Balázs – vokál
- Petrovity Zorán – vokál
- Toi – vokál
- Barabás Viktória – vokál
- Barabás Bernadett – vokál
- Böle Melinda – vokál
- Kara Fruzsina – vokál
- Bálint Annadóra – vokál
- Sinkovits-Vitay András – vers